# Gouvernement Antonio Aguilar y Correa
Le gouvernement d’Antonio Aguilar y Correa est le  gouvernement du royaume d’Espagne en fonction entre le 4 décembre 1906 et le 25 janvier 1907, présidé par le libéral Antonio Aguilar y Correa.

## Composition
| Portefeuille                                                                  | Titulaire(s),                    | Titulaire(s), |
| ----------------------------------------------------------------------------- | -------------------------------- | ------------- |
| Président du Conseil des Ministres                                            | Antonio Aguilar y Correa         |               |
| Ministre de l'Intérieur                                                       | Romanones                        |               |
| Ministre d’État                                                               | Juan Pérez Caballero y Ferrer    |               |
| Ministre de la Grâce et de la Justice                                         | Antonio Barroso y Castillo       |               |
| Ministre du Budget                                                            | Juan Navarro Reverter            |               |
| Ministre de l'Agriculture, de l'Industrie, du Commerce et des Travaux Publics | Francisco de Federico y Martínez |               |
| Ministre de la Guerre                                                         | Valeriano Weyler                 |               |
| Ministre de la Marine                                                         | Juan Jácome y Pareja             |               |
| Ministre de l’Instruction publique et des Beaux-arts                          | Amalio Gimeno y Cabañas          |               |